# Португалија на Европском првенству у атлетици у дворани 2019.
Португалија је учествовала на 35. Европском првенству у дворани 2019 који се одржао у Глазгову, Шкотска, од 1. до 3. марта. Ово тридесето европско првенство у дворани на коме је Португалија учествовала. Репрезентацију Португалије представљало је 13 учесника (8 мушкараца и 5 жена) који су се такмичили у 9 дисциплина (5 мушких и 4 женске).
На овом првенству Португалија је делила 20 место по броју освојених медаља са једном сребрном медаљом. У табели успешности према броју и пласману такмичара који су учествовали у финалним такмичењима (првих 8 такмичара) Португалија је са 4 финалиста заузела 15 место са 21 бодом.
| Пл. | Земља       | 1. место | 2. место | 3. место | 4. место | 5. место | 6. место | 7. место | 8. место | Бр. фин. Бод. |
| --- | ----------- | -------- | -------- | -------- | -------- | -------- | -------- | -------- | -------- | ------------- |
| 11. | Португалија | –        | 1 – 7    | –        | 2–10     | 1-4      | –        | –        | –        | 4 - 21        |

## Учесници
| Мушкарци: - Карлос Насименто — 60 м - Анкујам Лопез — 60 м - Емануел Ролим — 1.500 м - Пауло Росарио — 1.500 м - Расул Дабо — 60 м препоне - Нелсон Евора — Троскок - Франсиско Бело — Бацање кугле - Цанко Арнаудов — Бацање кугле | Жене: - Лорен Базоло — 60 м - Катја Азеведо — 400 м - Олимпија Барбоса — 60 м препоне - Патрисија Мамона — Троскок - Сусана Коста — Троскок |  |

## Освајачи медаља (1)

### Сребро (1)
- Нелсон Евора — Троскок

## Резултати

### Мушкарци
| Атлетичар        | Дисциплина   | Лични рекорд | Квалификације | Квалификације | Полуфинале           | Полуфинале           | Финале                | Финале       | Детаљи |
| Атлетичар        | Дисциплина   | Лични рекорд | Резултат      | Место         | Резултат             | Место                | Резултат              | Место        | Детаљи |
| ---------------- | ------------ | ------------ | ------------- | ------------- | -------------------- | -------------------- | --------------------- | ------------ | ------ |
| Карлос Насименто | 60 м         | 6,63         | 6,72 КВ       | 3. у гр. 5    | 6,71                 | 4. у гр. 1           | Нису се квалификовали | 13 / 44 (45) |        |
| Анкујам Лопез    | 60 м         | 6,65         | 6,74 КВ       | 3. у гр. 4    | 6,79                 | 6. у гр. 2           | Нису се квалификовали | 20 / 44 (45) |        |
| Емануел Ролим    | 1.500 м      | 3:41,77      | 3:46,62       | 7. у гр. 2    |                      |                      | Нису се квалификовали | 7 / 25 (28)  |        |
| Пауло Росарио    | 1.500 м      | 3:43,37      | 3:49,32       | 5. у гр. 3    | 18 / 25 (28)         |                      | Нису се квалификовали |              |        |
| Микдат Севлер    | 60 м препоне | 7,66 НР      | 8,03          | 6. у гр. 1    | Није се квалификовао | Није се квалификовао | Није се квалификовао  | 28 / 29 (30) |        |
| Нелсон Евора     | Троскок      | 17,40 НР     | 16,89 КВ, ЛРС | 1.            |                      |                      | 17,11 ЛРС             |              |        |
| Франсиско Бело   | Бацање кугле | 20,90        | 20,31 кв      | 8.            | 20,97 ЛР             | 4 / 18               |                       |              |        |
| Цанко Арнаудов   | Бацање кугле | 21,27 НР     | 19,86         | 12.           | Није се квалификовао | 12 / 18              |                       |              |        |

### Жене
| Атлетичарка      | Дисциплина   | Лични рекорд | Квалификације | Квалификације | Полуфинале            | Полуфинале            | Финале                | Финале       | Детаљи |
| Атлетичарка      | Дисциплина   | Лични рекорд | Резултат      | Место         | Резултат              | Место                 | Резултат              | Место        | Детаљи |
| ---------------- | ------------ | ------------ | ------------- | ------------- | --------------------- | --------------------- | --------------------- | ------------ | ------ |
| Лорен Базоло     | 60 м         | 7,27         | 7,33 КВ       | 3. у гр. 6    | 7,35                  | 5. у гр. 3            | Није се квалификовала | 13 / 42 (43) |        |
| Катја Азеведо    | 400 м        | 53,13        | 53,43 ЛРС     | 4. у гр. 6    | Нису се квалификовале | Нису се квалификовале | Нису се квалификовале | 22 / 37      |        |
| Олимпија Барбоса | 60 м препоне | 8,20         | 8,40          | 7. у гр. 1    | Нису се квалификовале | Нису се квалификовале | Нису се квалификовале | 26 / 28      |        |
| Патрисија Мамона | Троскок      | 14,44 НР     | 14,11 кв      | 5.            |                       |                       | 14,43                 | 4 / 17 (18)  |        |
| Сусана Коста     | Троскок      | 14,13        | 14,28 кв, ЛР  | 2.            | 14,43 ЛР              | 5 / 17 (18)           |                       |              |        |